# Farley (Iowa)
Farley – miasto w Stanach Zjednoczonych, w stanie Iowa, w hrabstwie Dubuque. W 2000 roku liczyło 1334 mieszkańców.